# Астраханская улица (Санкт-Петербург)
Астраха́нская улица — улица в Выборгском районе Санкт-Петербурга. Проходит от дома № 1 по Финляндскому проспекту до Сахарного переулка.

## История
В 1796 году имела название 2-я слобода Сухопутной госпитали. В период 1821—1822 годов: 2-я улица. С 1822 года по 7 марта 1858 года — 2-я Госпитальная улица. 7 марта 1858 года получила своё нынешнее название по городу Астрахани, расположенному на Волге.
На этой улице Выборгской стороны 8 декабря 1909 года был убит полковник отдельного корпуса жандармов, начальник Санкт-Петербургского охранного отделения Карпов.

## Пересечения
- Сахарный переулок

## Достопримечательности
- 8-я Выборгская котельная (дом 18)
- ОАО «Концерн «Морское подводное оружие — Гидроприбор»